# Sveva Casati Modignani

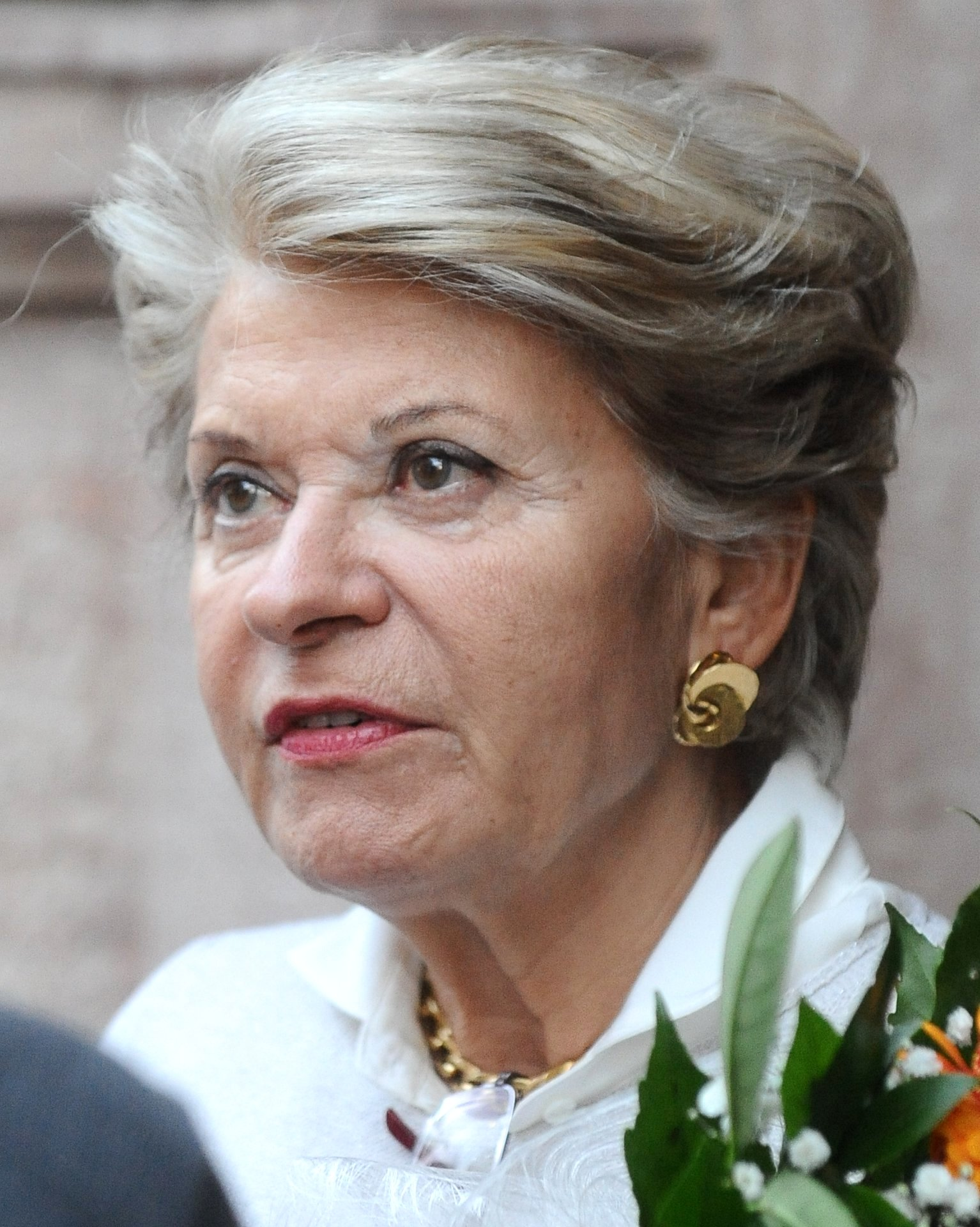
Bice Cairati nel 2015

Sveva Casati Modignani è lo pseudonimo utilizzato dalla scrittrice
Bice Cairati (Milano, 13 luglio 1938) e, nei primi tre romanzi, dal marito
Nullo Cantaroni (Milano, 27 agosto 1928 – Milano, 29 dicembre 2004), che si ritirò dopo essersi ammalato di Parkinson. 

## Biografia

### Gioventù
Bice Cairati è nata nel 1938 a Milano da un agiato commerciante di vini che, al contrario della madre religiosa, anaffettiva e prepotente, la indirizzò con dolcezza sin dall'infanzia alla lettura. Da bambina scrisse racconti per un giornale parrocchiale e con la fine della guerra suo padre aprì un'azienda di fiale e provette da laboratorio.
Iniziò gli studi in lingue all'università, ma li abbandonò per la scarsità di risorse economiche che sua madre preferiva investire negli studi del fratello Carlo, futuro insegnante di scienze e geografia. Quindi lavorò per due anni come segretaria di un rappresentante di materiali per la produzione di birra. 
Recatasi a Parigi come ragazza alla pari, conobbe il giornalista emiliano Nullo Cantaroni, già sposato e padre di una figlia, durante una festa dalla contessa Huguette de Prunelé presso la quale faceva la baby sitter. Dopo tre anni si rincontrarono alla Rizzoli e nel 1971 si sposarono. Ha un figlio, Nicola (1972), e i nipoti Luna e Lapo. Si professa cattolica.

### Carriera

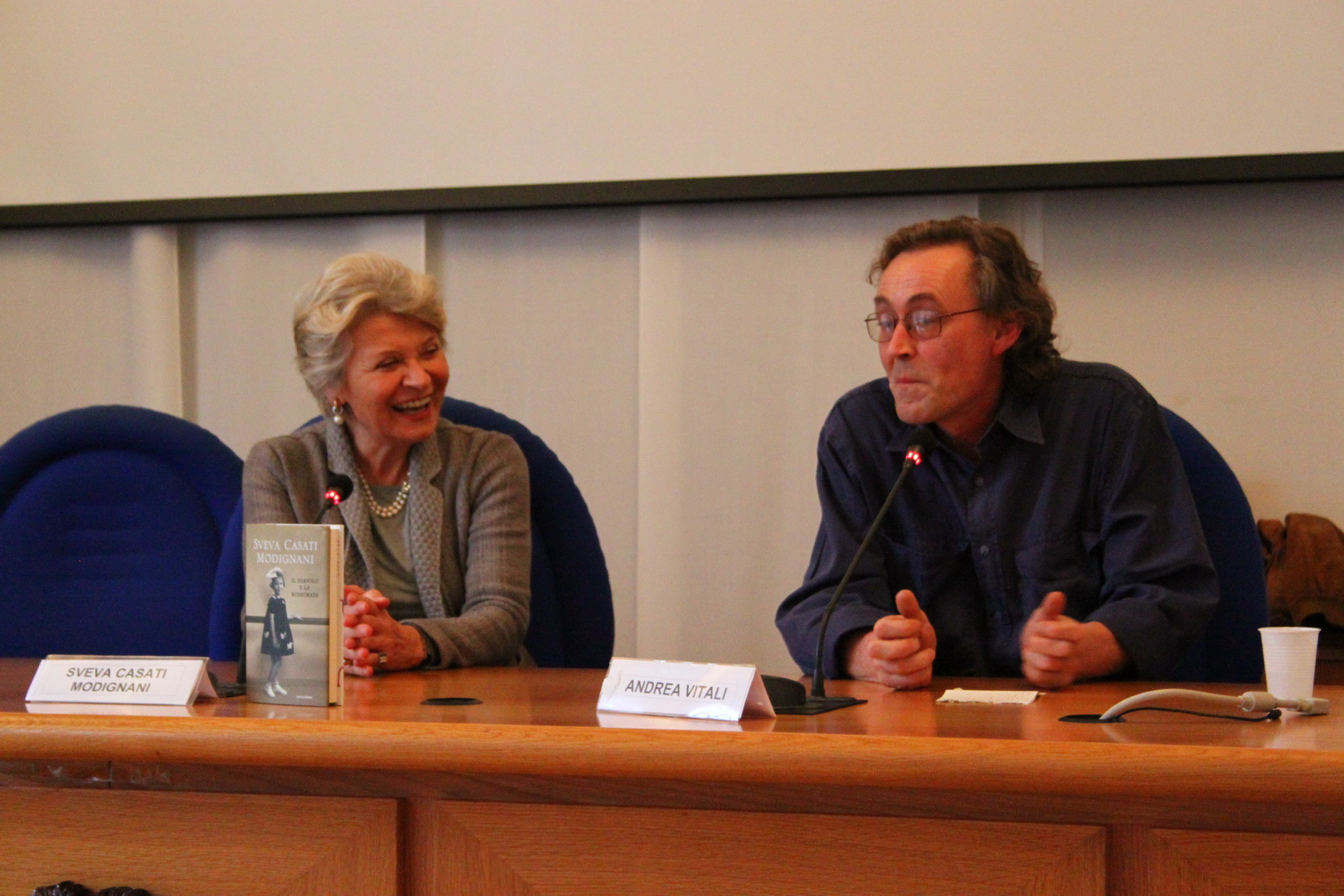
Bice Cairati con Andrea Vitali nel 2012

Divenne impiegata alla Galleria del Naviglio di Carlo Cardazzo, dove incontrò un giornalista de La Notte che la presentò a Nino Nutrizio. Nel 1965 iniziò così la carriera da giornalista per lo stesso quotidiano e come primo lavoro intervistò Joséphine Baker. Durante la sua carriera intervistò anche Umberto II di Savoia, Mina, Wanda Osiris, Susanna Agnelli e Luchino Visconti. 
In seguito tenne la rubrica Il Naviglio al periodico Lo Specchio, su chiamata del direttore Giorgio Nelson Page per seguire le cronache mondane. Scrisse per Il Milanese e L'Europeo e pubblicò nel 1977 Nelle mani dell'uomo. Testimonianze di donne violentate, uno dei tre libri-inchiesta scritti assieme al marito. 
Nel 1980 riprese a scrivere in ambito privato, in modo da trascrivere i ricordi di suo padre e della nonna a lei omonima. Esordì l'anno seguente con il romanzo Anna dagli occhi verdi, pubblicato con il marito. In particolare affermò: "Io ero quella che raccontava, lui quello che rileggeva, criticava, correggeva". Il nome d'arte fu inventato da Tiziano Barbieri Torriani, editore della Sperling & Kupfer, e dalla sorella di lui, unendo i cognomi Casati e Modignani per suggerire dei nobili ascendenti. 
Nel 1983 uscì Saulina, che vinse il Premio Selezione Bancarella nel 1984, anno in cui il marito si ammalò di Parkinson. Senza pubblicare con Sperling & Kupfer ha scritto una trilogia autobiografica con Il diavolo e la rossumata (2012), Il bacio di Giuda (2014), dove il tema sono i ricordi d'infanzia durante e dopo la guerra, e Un battito d'ali (2018), sul suo esordio e il rapporto con il padre.
La sua produzione si inserisce nella tradizione del romanzo rosa italiano e della letteratura popolar-sentimentale.

## Opere
- 1981 – Anna dagli occhi verdi, Milano, Sperling & Kupfer, ISBN 88-200-0163-2.
- 1982 – Il barone, Milano, Sperling & Kupfer, ISBN 88-200-0232-9.
- 1983 – Saulina (Il vento del passato), Milano, Sperling & Kupfer, ISBN 88-200-0323-6.
- 1986 – Come stelle cadenti, Milano, Sperling & Kupfer, ISBN 88-200-0484-4.
- 1986 – Disperatamente Giulia, Milano, Sperling & Kupfer, ISBN 88-200-0609-X.
- 1986 – Sotto il segno della vergine: un giallo d'amore, Milano, Rizzoli periodici, SBN IT\ICCU\PAL\0126461.
- 1988 – Donna d'onore, Milano, Sperling & Kupfer, ISBN 88-200-0769-X.
- 1989 – E infine una pioggia di diamanti, Milano, Sperling & Kupfer, ISBN 88-200-0944-7.
- 1991 – Lo splendore della vita, Milano, Sperling & Kupfer, ISBN 88-200-1178-6.
- 1992 – Il cigno nero, Milano, Sperling & Kupfer, ISBN 88-200-1433-5.
- 1994 – Come vento selvaggio, Milano, Sperling & Kupfer, ISBN 88-200-1812-8.
- 1995 – Il corsaro e la rosa, Milano, Sperling & Kupfer, ISBN 88-200-2069-6.
- 1997 – Caterina a modo suo, Milano, Sperling & Kupfer, ISBN 88-200-2448-9.
- 1998 – Lezione di tango Milano, Sperling & Kupfer, ISBN 88-200-2736-4.
- 2000 – Vaniglia e cioccolato, Milano, Sperling & Kupfer, ISBN 88-200-2996-0.
- 2001 – Vicolo della Duchesca, Milano, Sperling & Kupfer, ISBN 88-200-3231-7.
- 2003 – 6 aprile '96, Milano, Sperling & Kupfer, ISBN 88-200-3495-6.
- 2004 – Qualcosa di buono, Milano, Sperling & Kupfer, ISBN 88-200-3739-4.
- 2006 – Rosso corallo, Milano, Sperling & Kupfer, ISBN 88-200-4074-3.
- 2007 – Singolare femminile, Milano, Sperling & Kupfer, ISBN 978-88-200-4380-3.
- 2009 – Il gioco delle verità, Milano, Sperling & Kupfer, ISBN 978-88-200-4706-1.
- 2010 – Mister Gregory, Milano, Sperling & Kupfer, ISBN 978-88-200-4919-5.
- 2011 – Un amore di marito, Milano, Sperling & Kupfer, ISBN 978-88-200-5148-8.
- 2012 – Léonie, Milano, Sperling & Kupfer, ISBN 978-88-200-5251-5.
- 2012 – Il diavolo e la rossumata, Milano, Mondadori, ISBN 978-88-370-8984-9.
- 2012 - Giulia per sempre, riedizione dei due precedenti romanzi Disperatamente Giulia e Lo splendore della vita, Milano, Sperling & Kupfer, ISBN 978-88-6061-843-6.
- 2013 – Palazzo Sogliano, Milano, Sperling & Kupfer, ISBN 978-88-200-5491-5.
- 2014 – La moglie magica, Milano, Sperling & Kupfer, ISBN 978-88-200-5614-8.
- 2014 – Il bacio di Giuda, Milano, Mondadori, ISBN 978-88-370-9858-2.
- 2015 – La vigna di Angelica, Milano, Sperling & Kupfer, ISBN 978-88-200-5827-2.
- 2016 – Dieci e lode, Milano, Sperling & Kupfer, ISBN 978-88-200-6069-5.
- 2017 – Un battito d'ali, Milano, Mondadori, ISBN 978-88-918-1298-8.
- 2017 – Festa di famiglia, Milano, Sperling & Kupfer. ISBN 978-88-200-6325-2.
- 2018 – Suite 405, Milano, Sperling & Kupfer, ISBN 978-88-200-6362-7.
- 2019 – Segreti e ipocrisie, Milano, Sperling & Kupfer, ISBN 978-88-200-6747-2.
- 2020 – Il falco, Milano, Sperling & Kupfer, ISBN 978-88-200-6987-2.
- 2021 – L'amore fa miracoli, Milano, Sperling & Kupfer, ISBN 978-88-200-7200-1.
- 2022 – Mercante di sogni, Milano, Sperling & Kupfer, ISBN 978-88-200-7404-3.
- 2023 – La vita è bella, nonostante, Milano, Sperling & Kupfer, ISBN 978-88-200-7826-3.
- 2024 – Lui, lei e il paradiso, Milano, Sperling & Kupfer, ISBN 978-88-200-7959-8.

## Filmografia
- Dal suo romanzo Disperatamente Giulia, Enrico Maria Salerno ricavò nel 1989 l'omonima miniserie televisiva Disperatamente Giulia, da lui diretta; e interpretata, oltre che dallo stesso Enrico Maria Salerno, da Tahnee Welch, Fabio Testi, Dalila Di Lazzaro e Laura Antonelli.
- Dal suo romanzo Donna d'onore fu tratta nel 1990 una miniserie in tre puntate per Canale 5, con Carol Alt e Serena Grandi, che ebbe anche un seguito nel 1993 con Donna d'onore 2.
- Dal suo romanzo Il barone fu tratta nel 1995 una miniserie per Rai 1 in 4 puntate con Shari Shattuck e Ronn Moss.
- Da Vaniglia e cioccolato Ciro Ippolito ha tratto il film omonimo del 2004.